# ブラームス (小惑星)
ブラームス (1818 Brahms) は、1939年8月15日にカール・ラインムートがハイデルベルクのケーニッヒシュトゥール天文台で発見した、小惑星帯に位置する小惑星である。
ドイツの作曲家ヨハネス・ブラームスに因んで命名された。